# Boris Sjuchov
Boris Chabalovytj Sjuchov (ukrainska: Борис Хабалович Шухов), född 8 maj 1947 i Kodyma, Ukrainska SSR, Sovjetunionen, är en sovjetisk-ukrainsk tävlingscyklist som tog OS-guld i lagtempoloppet vid olympiska sommarspelen 1972 i München.